# Šiprúň (geomorfologický podcelek)
Šiprúň je geomorfologický podcelek Velké Fatry.

## Vymezení
Nachází se v severovýchodní části pohoří a zabírá část liptovské větve hlavního velkofatranského hřebenu. Obklopují ho pouze podcelky Velké Fatry a jako jediný netvoří vnější hranici pohoří. Severně leží Šípska Fatra, východně Revúcké podolie a jižně Hôľná Fatra. Na západě výraunou hranici s podcelkem Lysec Ľubochnianska dolina.

## Významné vrchy
- Šiprúň 1461 m n. m. – nejvyšší vrch podcelku
- Maďarová 340 m n. m.
- Čierňavský vrch 1318 m n. m.
- Magura 1309 m n. m.
- Pulčíkovo 1238 m n. m.

## Významné sedla
- Vyšné Šiprúňske sedlo
- Nižné Šiprúňské sedlo
- Sedlo pod Vtáčnikom

## Ochrana přírody
Celé území podcelku patří do Národního parku Velká Fatra, resp. jeho ochranného pásma. Z maloplošných chráněných území tu leží národní přírodní rezervace Jánošíkova kolkáreň.